# Cornelis Albarda (1803-1848)
Cornelis Albarda (Ferwerd, 8 maart 1803 - Leeuwarden, 8 februari 1848) was een Nederlands rechter.

## Biografie
Albarda was lid van het juristen- en patriciaatsgeslacht Albarda en een zoon van vrederechter mr. Willem Albarda (1764-1847) en Janke Looxma (1767-1850). Hij bleef ongehuwd. Hij was een neef van de gelijknamige rechter en politicus mr. Cornelis Albarda (1796-1866).
Albarda werd na zijn studie rechten advocaat. Vanaf 1838 was hij rechter plaatsvervanger bij de rechtbank te Leeuwarden, en van 1839 tot zijn overlijden diende hij daar als rechter.